# Avions Voisin C28
Pour les articles homonymes, voir Avions Voisin et C28.
Une Avions Voisin C28 ou Avions Voisin Type C28 est une voiture de prestige, de l'ancien avionneur et constructeur automobile français Avions Voisin. Présentée au salon de l'Automobile de Paris 1935, elle est fabriquée à environ 30 exemplaires jusqu'en 1939.

## Historique
Ce modèle est très inspiré des précédentes Avions Voisin C25, C26, et C27 de 1934, une des voitures de prestige les plus chères de l'époque .

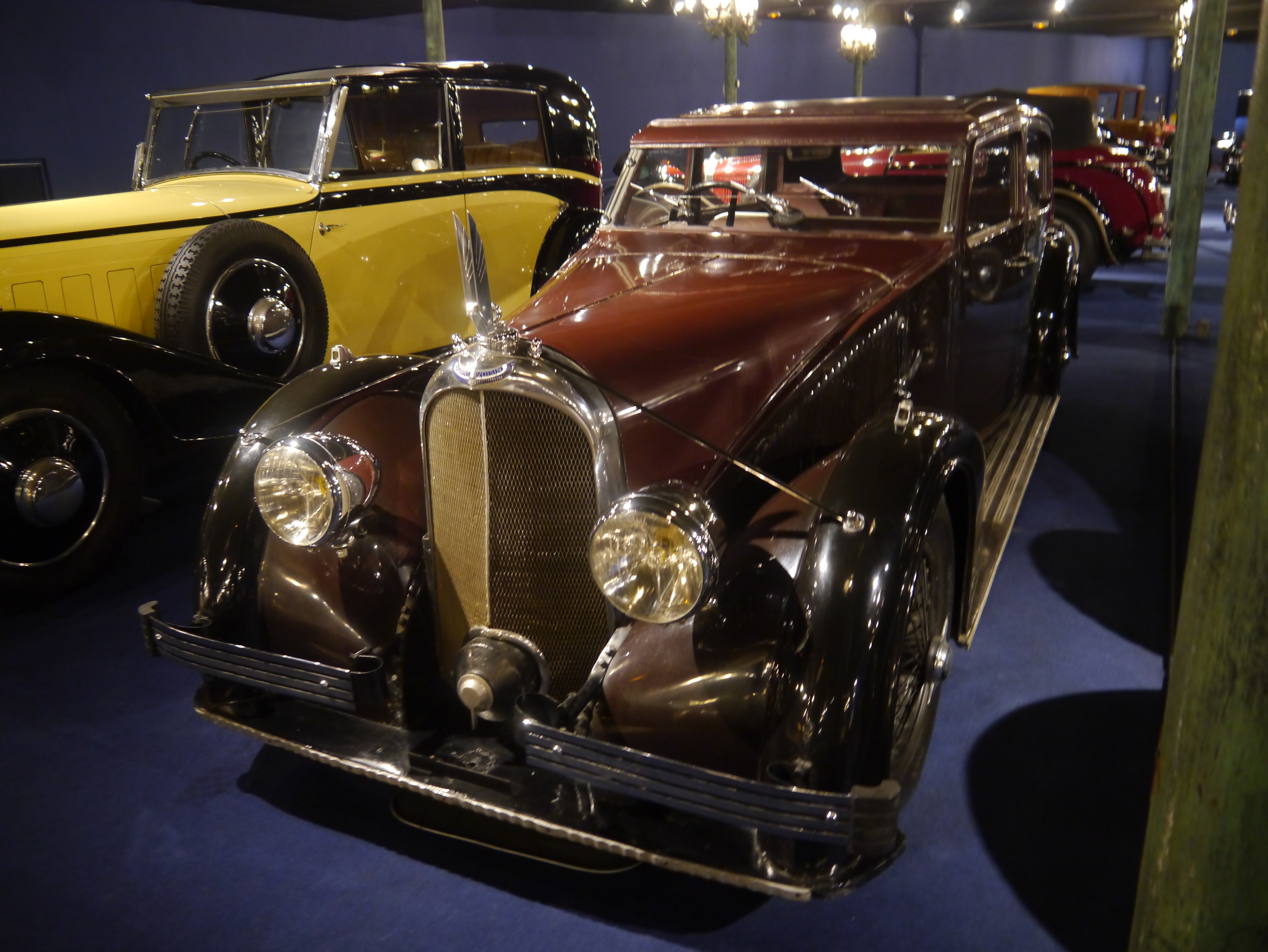
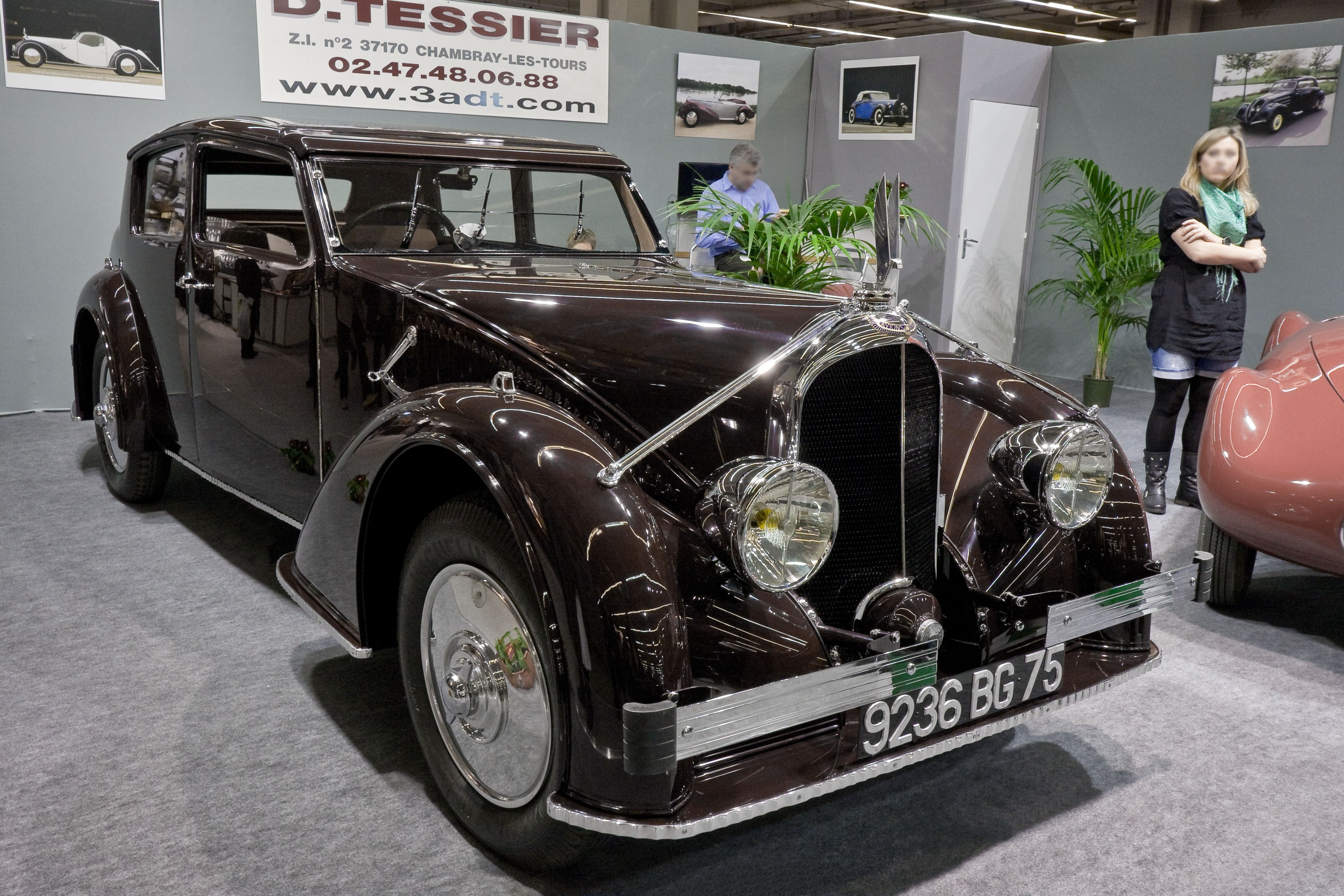

Elle est motorisée par un moteur Knight (en) sans soupapes 6 cylindres en ligne de 3,3 L de 100 ch, avec boîte de vitesses Cotal électromagnétique,, et freins hydrauliques Lockheed. 

## Modèles
- Berline (Clairière)
- Coach (Cimier)
- Limousine (Chevalière).
- Aérosport : coach profilé avec toit coulissant

## Voisin C28 Aérosport
Une version Aérosport de 1935 est créée à environ 10 exemplaires, avec carrosserie ponton en aluminium, arrière fastback et toit ouvrant coulissant hydraulique,,,.

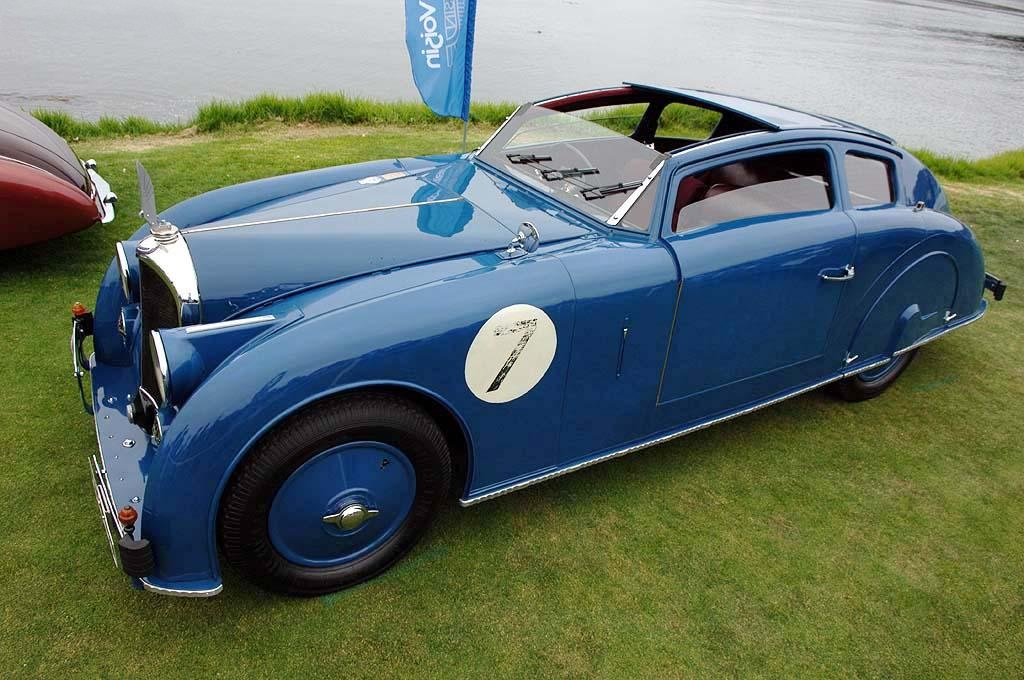
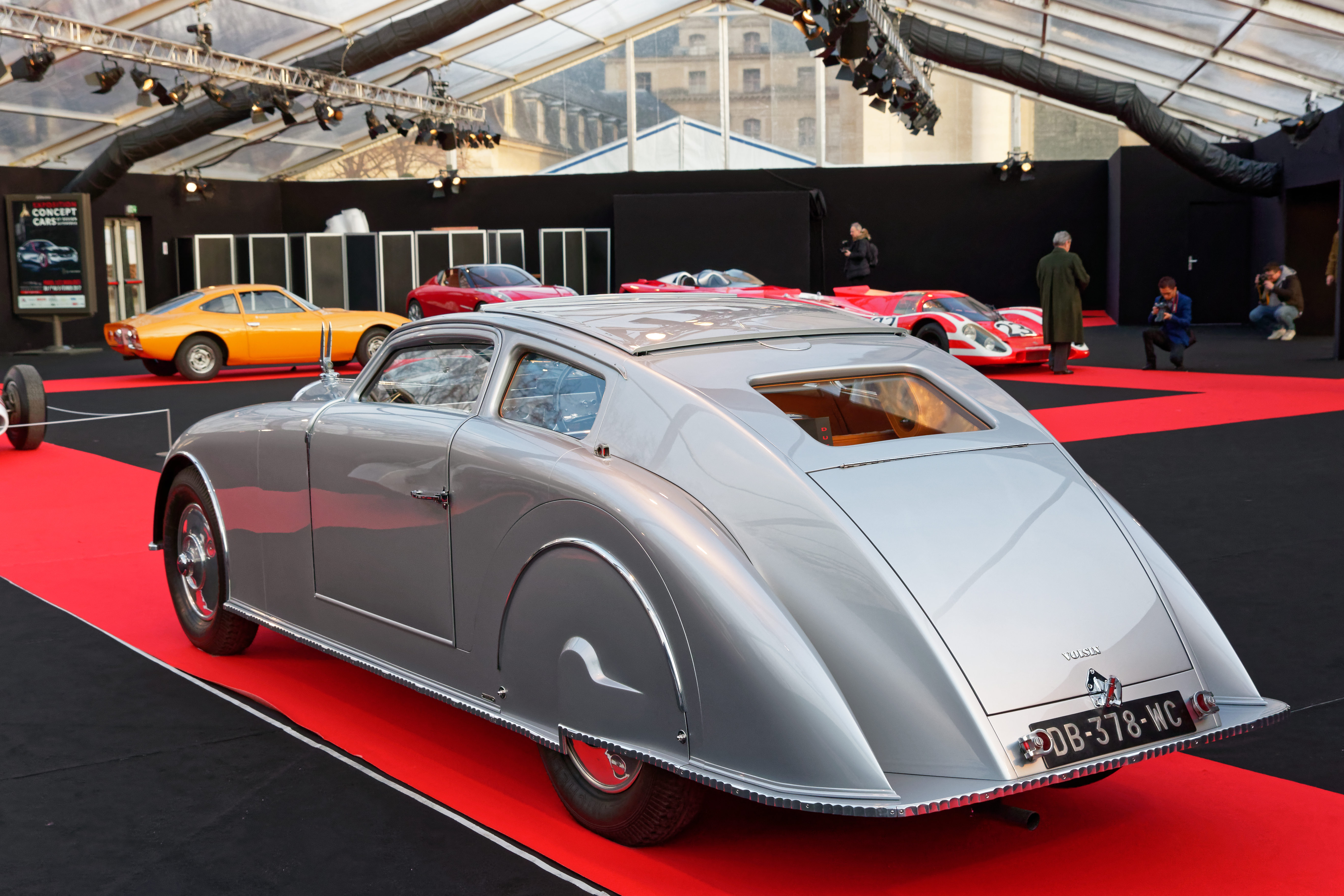

Son design aérodynamique avant-gardiste est inspiré de l'aéronautique, du style Art déco Streamline Moderne années 1930 en vogue de l'époque, et du modernisme de l'architecte Le Corbusier (dont il finance le projet de plan Voisin de Paris des années 1920). 